# Миф о мегагерцах
«Миф о мегагерцах» (иногда «Миф о гигагерцах») — выражение и описываемое им заблуждение, что процессоры с более высокой тактовой частотой всегда имеют более высокую производительность, чем процессоры с более низкой тактовой частотой. Оно получило популярность благодаря маркетинговой компании Apple, использовавшей в компьютерах Macintosh процессоры PowerPC, работавшие на частоте, значительно меньшей, чем конкурирующие процессоры Intel Pentium 4.

## История
Начало мифу было положено в 1984 году, при сравнении Apple II с IBM PC. Компания IBM сообщила, что их персональный компьютер в пять раз быстрее Apple II, т.к. его процессор Intel 8088 имел тактовую частоту примерно в 4,7 раза больше тактовой частоты технологии MOS 6502, используемой Apple. Однако на самом деле важно не то, насколько точно разделены процессы машины, а то, сколько времени требуется для выполнения их обработки.
Миф возник по той причине, что тактовая частота воспринималась, как универсальная мера производительности процессора, в связи с чем отмечалась в рекламе и пользователями без учёта других факторов. Термин вошёл в употребление в контексте сравнения компьютеров Apple Macintosh на базе PowerPC с IBM PC на базе Intel, благодаря чему внимание к тактовой частоте получило более высокий приоритет, чем фактическая производительность, а сам показатель стал активно продвигаться в рекламе и маркетинге. Так компания AMD начала нумеровать модели своих процессоров, указывая условную тактовую частоту на основе сравнительной производительности, чтобы преодолеть предполагаемый недостаток их фактической тактовой частоты. 

## Соответствие мифа действительности
На самом деле, сравнение производительности на основании сравнения тактовых частот справедливо лишь для процессоров, имеющих одинаковую архитектуру и микроархитектуру. Компания AMD в документе, призванном развенчать миф о мегагерцах, приводит следующую формулу для сравнения производительности процессоров разных архитектур: производительность равна количеству инструкций, исполняемых за один такт, умноженному на тактовую частоту процессора.
Данному мифу оказались подвержены даже компьютерные специалисты. Так в 2003 году авторитетное техническое издание Computerworld опубликовали письмо читателя, обратившего внимание на статью «Apple Expected to Preview Next OS X», авторы которой стали жертвами заблуждения.  

##### Примеры
- Intel Pentium 4 и Pentium III — несмотря на меньшую тактовую частоту, по производительности процессоры Pentium III на ядре Tualatin превосходили процессоры Pentium 4 на ядре Willamette в большинстве задач[6].
- Intel Pentium 4 и AMD Athlon 64 — процессоры AMD Athlon 64 (как и предшествующие Athlon XP), несмотря на меньшую (часто значительно) тактовую частоту, по производительности во множестве приложений превосходили Pentium 4 за счёт архитектуры[7]. В связи с этим, начиная с процессоров Athlon XP, в маркировке процессоров AMD используется рейтинг производительности, сопоставляющий процессоры AMD с процессорами конкурента. К примеру, процессор AMD Athlon 64 3000+ (Socket 754) работает на тактовой частоте 2000 МГц и приблизительно соответствует по производительности процессору Pentium 4 3 ГГц на ядре Northwood.